# 無伴奏ヴァイオリンソナタ (イザイ)

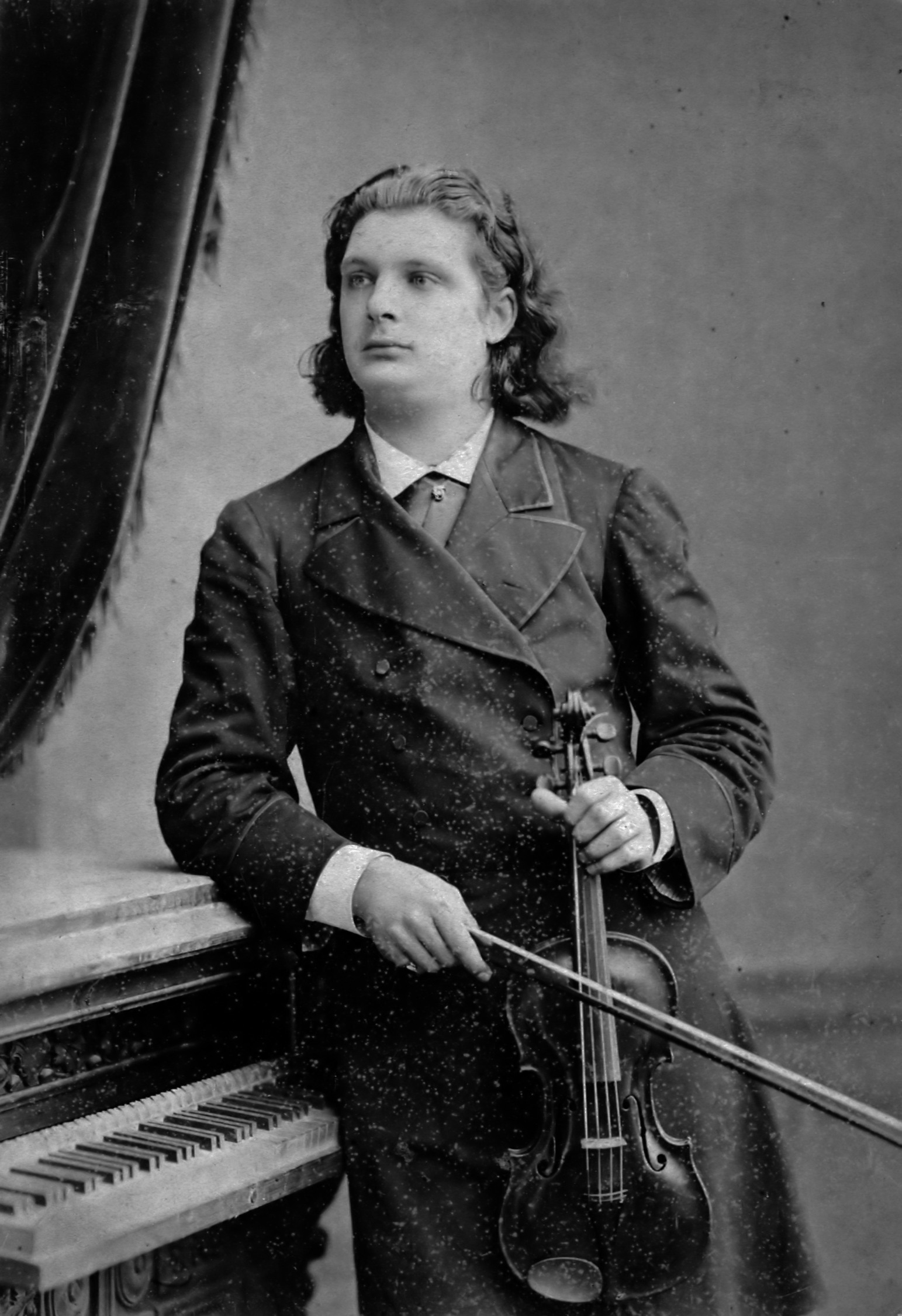
イザイ（1883年）

無伴奏ヴァイオリンソナタ（フランス語: Six Sonates pour Violon Seul）作品27は、ウジェーヌ・イザイが作曲したヴァイオリン独奏のための作品。全6曲からなる。

## 概要
1923年夏ごろから1924年にかけて、ベルギー北部ヘット・ゾウテ（西フラマン語: Het Zoute）の別荘において作曲された。ヨーゼフ・シゲティの弾くヨハン・ゼバスティアン・バッハの『無伴奏ヴァイオリンソナタ』を聴いて作曲を決意したイザイは、全6曲のスケッチを一晩で書き上げたと伝えられている。1924年に息子アントワーヌ・イザイ (Antoine Ysaÿe) の経営する出版社から出版され、親交のある6人のヴァイオリニストに各曲が献呈された。
当時のイザイは、第一次世界大戦中に活動の中心を置いていたアメリカから帰欧し、健康上の問題もあって作曲と教育に専念し始める時期であった。イザイがそれまで接してきたあらゆるヴァイオリン音楽の集大成という意味も持つ作品であり、無伴奏ヴァイオリンのための名曲として多くの奏者が演奏、録音を行っている。演奏には音楽的、技巧的ともに非常に高度なものが要求され、1937年のイザイ国際コンクール（のちのエリザベート王妃国際音楽コンクール）をはじめとして、コンクールの課題曲として採用されることも多い。
2018年に、イザイの遺した手稿からハ長調の未完成のソナタが新しく発見された。曲集の「第6番」として計画されたが第3楽章の途中で放棄され、現行の第6番が新しく書かれたため未発表になっていたものである。フィリップ・グラファンが初演を行い、グラファンは補筆も行っている。

## 楽曲
全6曲からなり、演奏会や録音においては1曲ずつを抜き出して演奏することもあれば、全曲を演奏する場合もある。初版譜は1曲ずつのピース譜として出版され、後に一冊に編集して再発されている。

### 第1番 ト短調
ヨーゼフ・シゲティに献呈。全4楽章で、演奏時間は16分程度。調性の選択や楽章の構成、また楽想においてバッハの『ソナタ第1番』との類似が指摘される。6曲の中でも特にポリフォニックな構造が際立った作品であり、難曲として知られる。
- 第1楽章　グラーヴェ（Grave）
レント・アッサイ、ト短調、3/4拍子。力強い四重音で始まり、半音階的な、苦悶するような旋律が紡がれていく間に、即興的なパッセージがさし挟まれる。冒頭の主題が再現されると、スル・ポンティチェロのトレモロによる不気味なコーダが締めくくる。
- 第2楽章　フガート（Fugato）
モルト・モデラート、ト短調、2/4拍子。2声のフガートだが特に厳格なものではなく、バッハの無伴奏ソナタにおけるフーガと同様に、主題を対位法的に扱う部分と技巧的なパッセージとが交代する構成をとる。主題の最後の再現では六重音も現れる。
- 第3楽章　アレグレット・ポコ・スケルツォーソ（Allegretto poco scherzoso）
アマービレ、変ロ長調、3/8拍子。穏やかな間奏曲。中間部は単音のパッセージに縁取られ、ト短調に始まって調性が変転する。
- 第4楽章　フィナーレ・コン・ブリオ（Finale con brio）
アレグロ・フェルモ（Allegro fermo、不動の速さで）、ト短調、3/8拍子。ジーグやパスピエを思わせるリズムによる重厚なフィナーレ。重音が特に多用される。

### 第2番 イ短調
ジャック・ティボーに献呈。全4楽章で、演奏時間は12分前後。グレゴリオ聖歌「怒りの日」が循環主題として用いられている。
- 第1楽章　妄執（Obsession）
ポコ・ヴィヴァーチェ、イ短調、3/4拍子。バッハの『パルティータ第3番』ホ長調[4]、前奏曲からの引用が軽やかに奏されるが、"brutalement"（荒々しく）と記されたパッセージですぐに断ち切られる。それが何回か繰り返された後、無窮動的なアルペジオの連続の中から「怒りの日」が浮かび上がる。題名はすなわち、「血と汗を流しながら、巨人に押しつぶされそうな思いで」「脱け出そうとしました」[5]とイザイが語ったバッハへの「妄執」を表わすと解されている。ヴァイオリン書法はバッハの前奏曲に近づけられている。
- 第2楽章　憂鬱（Malinconia）
ポコ・レント、ホ短調、6/8拍子。楽章を通して弱音器が付けられ、シチリアーノ風のリズムで二声が自由に歌う。終結部ではドローン風の低音に乗って『怒りの日』が「自由に」（ad lib.）奏される。
- 第3楽章　影たちの踊り（Danse des ombres）
サラバンド、レント。ト長調、3/4拍子。長調に和声付けされた「怒りの日」がピッツィカートで奏され、それを主題として6つの変奏が続く。変奏が進むごとに音符が細かくなっていき、最後に冒頭と同じ形の主題がアルコ（弓奏）で奏される。
- 第4楽章　復讐の女神たち（Les furies）
アレグロ・フリオーソ、イ短調、2/4拍子。重音を多用した荒々しいフィナーレ。中間部ではスル・ポンティチェロと通常の奏法とを織り交ぜて第1楽章が再現される。

### 第3番 ニ短調「バラード」
ジョルジェ・エネスクに献呈。単一楽章で書かれ、演奏時間は7分前後。6曲の中でも単独で取り上げられる機会が多い。
ニ短調。レント・モルト・ソステヌート、レチタティーヴォの様式で（In modo di recitativo）、と指示されて全音音階の響きで始まり、半音階的な動きがそれに続く。モルト・モデラート・クアジ・レント、5/4拍子となると重音を中心に扱い、ここでも全音音階の響きが用いられる。
主部はアレグロ・イン・テンポ・ジュスト・エ・コン・ブラヴーラ、3/8拍子。付点リズムが印象的な主題（半音階的な動機によって緩徐部と結び付けられている）が現れ、ロンド風のラプソディックな展開を見せる。途中の細かいパッセージでは四分音も用いられる。

### 第4番 ホ短調
フリッツ・クライスラーに献呈。全3楽章で、演奏時間は11分程度。各楽章には舞曲の名前が冠され、パルティータを模している。
- 第1楽章　アルマンド（Allemande）
レント・マエストーソ、ホ短調。「アルマンド」と題されてはいるが4/4拍子で書かれているのは即興的な序奏のみで、主部は3/8拍子の荘重なリズムで書かれている。後半の再現では主題の付点リズムが取り除かれ、多声的な厚みが加えられる。
- 第2楽章　サラバンド（Sarabande）
クアジ・レント、ト長調、3/4拍子。ピッツィカートで始まる静かな緩徐楽章で、G-Fis-E-Aのオスティナートが楽章を通して鳴り響き続ける。イザイがクライスラーに宛てた書簡の中では、オスティナート動機を2回繰り返して始めてもよいと記されており、オスカー・シュムスキーによる録音などがこれを採用している。
- 第3楽章　フィナーレ（Finale）
プレスト・マ・ノン・トロッポ、ホ短調、5/4拍子。第1楽章と第2楽章が回想される中間部を除くと、無窮動的なパッセージが楽章を通じて奏され、ホ長調の華やかな終結を迎える。

### 第5番 ト長調
マチュー・クリックボームに献呈。全2楽章で、演奏時間は約10分。2つの楽章にはそれぞれ具体的な題名が付され、音詩に近い性格を持つ。曲の印象から「田園」（Pastoral）という愛称で呼ばれる場合もある。
- 第1楽章　曙光（L'aurore）
レント・アッサイ、とても自由な拍で（Mesure trés libre）。ト長調、4/4拍子。題材の選択や、空虚五度や四度の多用からクロード・ドビュッシーに近い響きを持つ。左手のピッツィカートが特徴的。低音域から始まり華やかなアルペッジョによる終結まで徐々に盛り上がっていく。
- 第2楽章　田舎の踊り（Danse rustique）
アレグロ、ジョコーソ・モルト・モデラート、ト長調、5/4拍子。リズミカルな舞曲で、ここでも五度や四度が多用されて素朴な響きを醸し出している。中間部はテンポを落として3/4拍子となり、第1楽章の楽想も顔を出す。主題がふたたび現れると、音価を細かく分割して高揚していく。

### 第6番 ホ長調
マヌエル・キロガに献呈。単一楽章で書かれ、演奏時間は7分前後。
アレグロ・ジュスト・ノン・トロッポ・ヴィーヴォ、ホ長調、2/8拍子。6曲のソナタの中でも特に外向的な性格を持つ。複雑なパッセージが多数登場し演奏は難しいが、対位法的な処理はあまり目立たず、ヴィルトゥオーゾ風の屈託のない曲想の中でヴァイオリンの多彩な演奏技巧が華やかに披歴されていく。中間部は嬰ハ短調となり、スペイン出身のキロガを意識してかハバネラのリズムが現れる。